# مصطفى نادر
مصطفى نادر، صحفي، ومصور فوتوغرافي ومدون عراقي، ولد في بغداد (18 أكتوبر/تشرين الأول 1995)، وعمل كمدير تسويق و مدرب في مجال الاعلام الالكتروني في العديد من الشركات التجارية في مختلف القطاعات، و عمل ايضا في صناعة المحتوى الرقمي في الصحافة الالكترونية منذ عام 2010، وشغل منصب مدير المحتوى الرقمي في العديد من المؤسسات والوكالات المحلية والعالمية لينقل واقع مدينتهِ بغداد  من خلال نشر أفلام قصيرة تعبر عن السلام والتعايش. مصطفى هو أيضا مدون وشخصية عراقية مؤثرة في وسائل التواصل الاجتماعي حيث يقود حملة «محارب السرطان» في العراق بعد اصابته بمرض السرطان عام 2014، ولهُ نشاط في مجال التوعية للكشف المبكر ومحاربة المرض قبل استفحالهِ في الجسم بالمشاركة مع العديد من الفرق الإنسانية والمؤسسات الصحية وأسس فريق من الناجيين من مرض السرطان لنشر قصص نجاحهم ومكافحتهم للمرض. أكمل دراسته الأولية في مدارس بغداد ثم تخرج من معهد الفنون الجميلة عام 2016، في قسم الفنون التشكيلية فرع الرسم.
بدأ بالتعليم في المدارس الابتدائية بشكل مجاني كمعلم متطوع منذ عام 2013.

## مسيرته المهنية
بدأ مصطفى العمل الصحفي بمحض الصدفة عبر تصوير تفجيرات الثلاثاء الدامي في عام 2009 عندما خرج من معهد الفنون الجميلة، وعرض تصويرهُ للبيع لأحد وكالات الأنباء المحلية آنذاك ثم بدأ العمل كمصور لقصص الشارع وتخليد حياة الناس عبر محاورتهم وكتابة ملخص بسيط من حياتهم مع التقاط صور لهم ونشرها في صحف ورقية، إضافة إلى النشر عبر مواقع التواصل الاجتماعي ومواقع معروفة أخرى بشكل تطوعي ومع قناة الحرة عام 2017 ثم التحق بالعمل مع قناة الجزيرة وكمنسق ومراسل لبرنامج شباب توك التابع لقناة DW، وأسس صفحة ناس بغداد ليضع فيها كل القصص التي ينتجها يوميا وبشكل مستمر من مختلف أنحاء العراق لتكون محتوى اجتماعي ينتشر في الرأي العام العراقي ومن خلال صفحات اجتماعية مختلفة. وتواجد مصطفى في المواقع المهمة خبريا كالمظاهرات والأنشطة الشبابية ويعمل على توثيقها ونقلها لمواقع أجنبية عدة لتوضيح واقع حال العراقيين، ولقد نشط مصطفى في الاحتجاجات العراقية منذ شهر تشرين الأول 2019 وكباقي الاحداث السنوية كان يتواجد خلال فترة الأنتفاضة ومنذ أوائل اندلاعها لغرض توثيقها عبر صور وفديوهات ينشرها في صحف ومواقع عدة عمل ايضا في مجال التسويق كمدير تسويق في شركات عدة و مستمر في تخصصه حتى يومنا هذا من خلال انشاء و دعم مشاريع في مختلف القطاعات۔

## جوائز
حصل مصطفى على جائزة plural+ للأفلام الوثائقية القصيرة في مقر الأمم المتحدة في نيويورك عام 2018 بعد اعلان فوز فيلمهِ الأخير الذي يتحدث عن قصة شاب من الموصل ورحلتهِ في النجاة من تنظيم داعش. واختير فيلمه (عندما تسقط الكلمات، الموسيقى تتحدث) كأفضل فيلم في مهرجان الأمم المتحدة للافلام. كما حصل مسبقا على جائزة افضل فيلم في مهرجان wfys بمدينة سوتشي الروسية وهي تهدى لصناع السلام عبر الوسائل المرئية كالتصوير والكتابة والفنون.

## محارب السرطان
بدأ مصطفى نادر بحربه ضد مرض السرطان عام 2014 عندما كان يبلغ من العمر 20 عاما، حيث اكتشف مرضه عبر تحليل روتيني كان يجريه سنويا للأطمئنان على صحتهِ وبعدها اكتشف انه يملك ورم سرطاني وعلى مدى رحلته مع السرطان لايزال يحاول تغير مفهوم المجمتع حول المرض، ويحث المصابين بهِ على محاربتهِ بدلاً من الاستسلام لهُ وأنتظار الموت. لم يعتبر مصطفى نفسه مريضاً وإنما «محارب للسرطان». رغم قسوة المرض، أخذ الموضوع بأيجابية وشارك أصدقائهِ بالخبر ونشرهُ عبر موقع الفيسبوك حيث وصل عدد متابعي صفحتهِ لأكثر من 100 ألف متابع وكان لأصابتهِ بمرض السرطان ومحاربتهِ الدور الكبير في شهرتهِ ليكون قدوة للمرضى، وبعد نحو عام تقريبا أستطاع الشفاء منهُ، وكان ذلك في عام 2015 ليصبح لقبه «قاهر السرطان» 